# Panteão dos Heróis

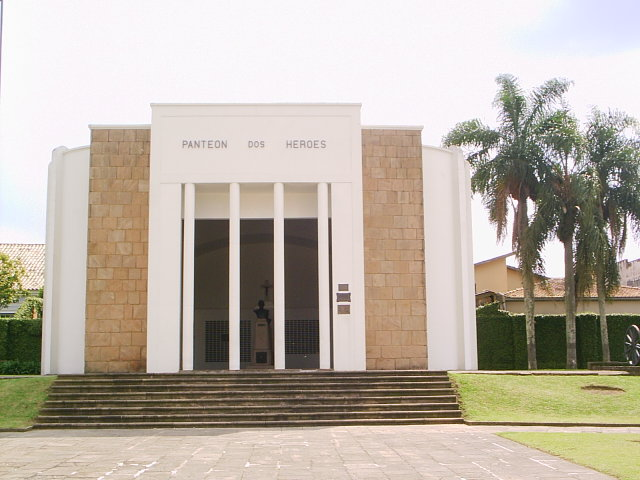
Panteão dos Heróis, onde jazem os corpos dos legalistas que combateram no Cerco da Lapa.

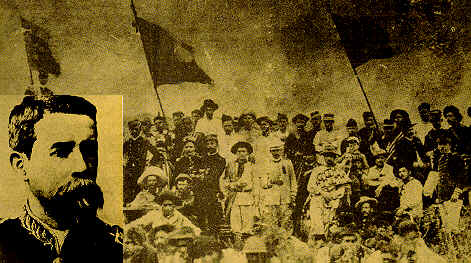
Coronel Gomes Carneiro e os heróis da Lapa.

O Panteão dos Heróis (por tradição, é mantida em sua fachada a grafia original, Panteon dos Heroes) é um monumento brasileiro erguido para guardar os corpos dos soldados das forças republicanas que pereceram durante o chamado Cerco da Lapa, batalha da Revolução Federalista de 1894.
O panteão foi inaugurado em 7 de fevereiro de 1944, na cidade paranaense de Lapa, sendo guardado permanentemente por uma guarda de honra do Exército Brasileiro.